# Bosrupsvogel
De bosrupsvogel (Ceblepyris caesius synoniem: Coracina caesia) is een vogel uit de familie van de rupsvogels die in Afrika voorkomt.

## Kenmerken
De vogel is 23 cm lang en egaal blauwgrijs, zoals de meeste andere rupsvogels; hij is iets donkerder op de staart en de vleugels.

## Verspreiding en leefgebied
De soort telt twee ondersoorten:
- C. c. pura: zuidoostelijk Nigeria, westelijk Kameroen, Bioko en Equatoriaal-Guinee; van zuidoostelijk Soedan en Ethiopië via oostelijk Congo-Kinshasa tot noordwestelijk Mozambique.
- C. c. caesia: van Zimbabwe en centraal Mozambique tot zuidelijk Zuid-Afrika.

## Status
De bosrupsvogel heeft een groot maar gefragmenteerd verspreidingsgebied in Oost- en Zuid-Afrika en in Kameroen en daardoor is de kans op uitsterven gering. De grootte van de populatie is niet gekwantificeerd, maar loopt plaatselijk terug. Echter het tempo van achteruitgang ligt onder de 30% in tien jaar (minder dan 3,5% per jaar). Om deze redenen staat deze rupsvogel als niet bedreigd op de Rode Lijst van de IUCN.